# هورسهیث
هورسهیث (به انگلیسی: Horseheath) یک روستا و محله مدنی در بریتانیا است که در کمبریج‌شر جنوبی واقع شده‌است.